# 빌헬름 콘라트 뢴트겐
빌헬름 콘라트 뢴트겐(Wilhelm Conrad Röntgen, 1845년 3월 27일 ~ 1923년 2월 10일)은 독일의 물리학자이다. 1895년 11월 8일, 오늘날 X선 또는 "뢴트겐선"라 불리는 파장이 짧은 전자기파를 발견하였으며, 이 업적으로 1901년 노벨 물리학상을 수상하였다. 프로이센의 레네프에서 태어났으나 어릴 때 네덜란드의 아페르도룬으로 이주하였다. 사소한 일로 김나지움에서 퇴학당하고 취리히 공과 대학교에서 수학하고 클라우지우스의 영향을 받았다. 그 후 클라우지우스의 후임 쿤트의 조수가 되어 취리히, 뷔르츠부르크, 스트라스부르 등지로 옮겨다니다가 마침내 호엔하임 농대, 기센대학을 거쳐, 1888년 뷔르츠부르크 대학교에서 콜라우시의 후임으로 물리학 연구소장의 지위에 올랐다. 여기서 X선을 발견하였고 곧 뮌헨 대학교로 옮겼는데, X선의 발견은 당시 학계뿐만 아니라 세상에도 큰 센세이션을 일으켰다. 이 업적으로 1901년, 최초의 노벨 물리학상을 받았다.

## 전기

### 어린시절
뢴트겐은 프로이센의 레네프(현재의 렘샤이트(Remschied))에서 직물 생산 및 판매업자의 외아들로 태어났다. 어머니는 Charlott Constanze Froweindlrh이고, 암스테르담 출신이다. 1848년 봄에 흥기하는 네덜란드의 도시 아펠도른(Apeldoorn)으로 이사하였다. 그는 아펠도른의 사립학교(Institute of Martinus Herman van Doorn)에서 기초교육을 받았다.
1861년에서 1863년까지 위트레흐트 기술학교(Utrecht Technical School)에 다녔다. 그는 학교 선생의 초상을 불경하게 그린 친구가 누군지 말하기를 거부했다는 이유로 퇴학당했는데, 퇴학당했을 뿐 아니라 그 이후로도 다른 네덜란드나 독일의 김나지움에 입학할 수 없었다.
1865년에 그는 위트레흐트 대학에 입학에 필요한 자격이 없는데도 입학하려 시도하였다. 그는 취리히에 있는 연방 기술전문학교에는 시험만 통과하면 입학할 수 있다는 것을 듣고, 곧 그곳에서 기계공학과 학생으로 공부를 시작했다. 1869년에 취리히 대학(University of Zurich)에서 박사학위를 받았다.

### 경력
1874년에 뢴트겐은 스트라스부르 대학(Strasbourg University)에서 강의를 시작했고, 1875년에는 뷔르템베르크의 호엔하임(Hohenheim)에 있는 농업학교(Academy of Agriculture)에서 교수가 되었다. 1876년에는 물리학 교수로 스트라스부르 대학으로 돌아왔으며, 1879년 기센 대학(University of Giesses)에서 물리학장(chair of physics)으로 지명되기도 했다. 1888년 뷔르츠부르크 대학(University of Würzburg)에서 물리학 연구소장을 역임했다. 이 곳에서 X선을 발견하였으며, 1900년에는 바이에른 정부의 요청으로 뮌헨 대학으로 옮겼다.
뢴트겐의 가족은 미국 아이오와에 있었고, 그는 이민을 생각하기도 했다. 그는 뉴욕시에 있는 콜럼비아 대학으로 가기로 했고, 대서양을 건널 표까지 샀지만, 1차 세계대전이 일어나면서 그는 계획을 바꿔 뮌헨에 남기로 했다.

### X선의 발견

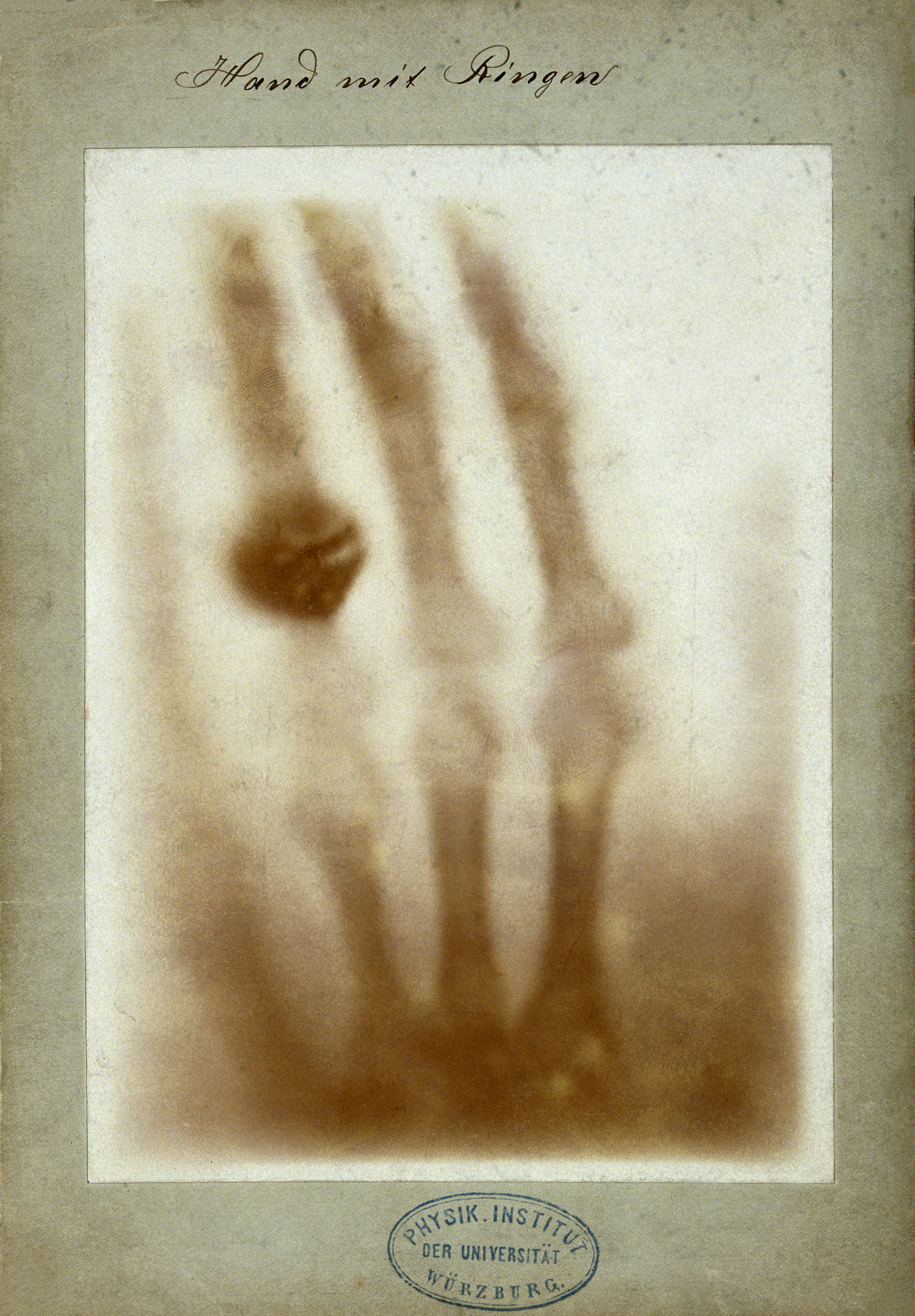
Hand mit Ringen: 1895년 12월 22일에 최초의 의학적 목적으로 촬영된 뢴트겐 부인의 손 사진. 이 사진은 1896년 1월 1일에 프라이부르크 대학(University of Freiburg)의 물리 연구소(Physik Institut)의 루드비히 젠더 교수(Professor Ludwig Zehnder) 에게 전달되었다.

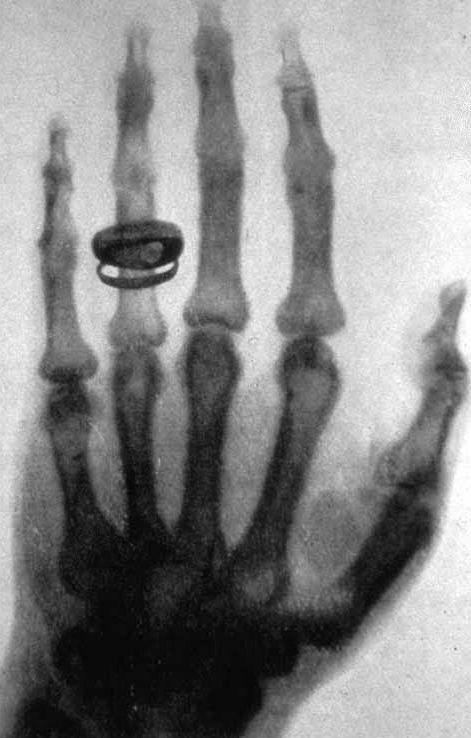
알버트 반 퀠러(albert von Kölliker)의 손을 뢴트겐이 X-레이로 찍은 방사선 사진.

1895년에 뢴트겐은 여러 종류의 진공관-하인리히 루돌프 헤르츠(Heinrich Rudolf Hertz), 히토르프(Johann Wilhelm Hittorf), 크룩스(William Crookes), 니콜라 테슬라(Nikola Tesla), 필리프 레나르트(Philipp von Lenard)로부터 받은 기계들-에 전하가 방전될 때의 외부로의 작용을 실험하고 있었다.
11월 초, 그는 레나르트의 진공관 중의 하나로 실험을 반복하던 중이었다. 그 진공관에는 음극선을 밖으로 내보내기 위해 얇은 알루미늄 창(window)이 덧대어져 있었고, 음극선을 발생시키는 데 필요한 강한 정전기장(electrostatic field)으로부터 알루미늄이 손상되는 것을 막기 위해 마분지(cardboard) 덮개가 덧대어져 있었다. 뢴트겐은 마분지 덮개가 빛이 나가는 것을 막는다는 것을 알고 있었으나, 그래도 알루미늄 창 가까이에 놓은 바륨을 칠한 마분지 조각에 보이지 않는 음극선이 형광 작용(fluorescense effect)을 일으키는 것을 유심히 관찰했다. 그는 레나르트의 진공관보다 훨씬 두꺼운 유리벽을 가진 히토르프-크룩스 진공관에서도 형광 효과가 나타나는 것을 발견했다.

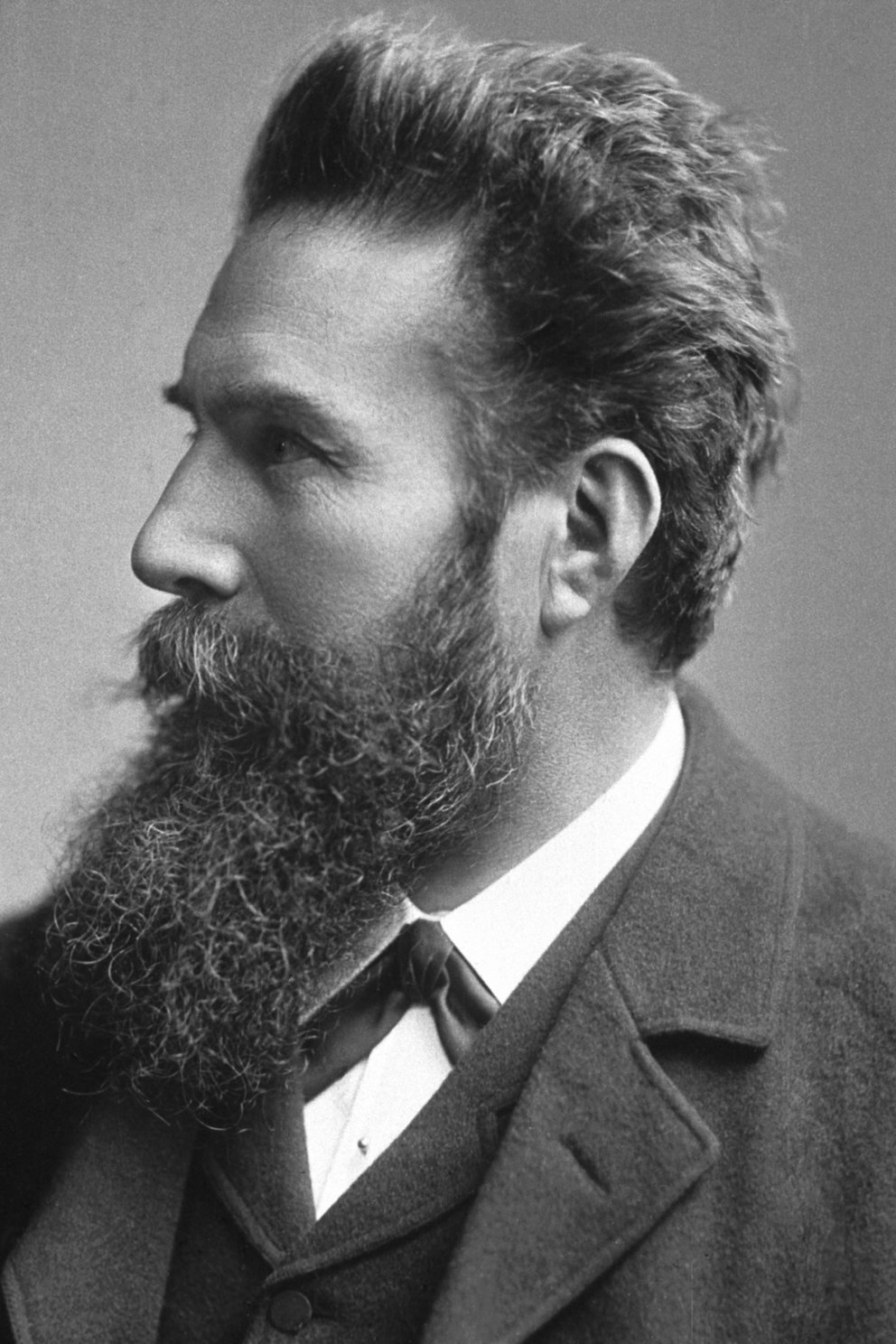

1895년 11월 8일 늦은 오후, 뢴트겐은 그의 생각을 시험해보기로 했다. 그는 조심스럽게 레나르트의 진공관의 것과 유사한 마분지 덮개를 만들었다. 그는 히토르프-크룩스 진공관을 마분지로 덮고 전극을 정자기 전하를 발생시키는 룸코르프 유도코일(Ruhmkorf induction coil)에 연결했다. 그의 생각을 시험하기 위한 바륨-시안화백금산염(barium platinocyanide) 스크린을 설치하기 전에, 뢴트겐은 마분지 막의 불투명도(opacity)를 확인하기 위해 방을 어둡게 했다. 그가 룸코르프 코일의 전하를 진공관을 통해 흘려보내는 동안 덮개가 빛을 막았다고 생각하고 실험의 다른 단계를 준비하기 위해 돌아섰다. 그 때, 뢴트겐은 진공관에서 몇 피트쯤 떨어진 벤치에서 희미한 발광이 있는 것을 알아차렸다. 당연히 그는 여러 번 방전을 시켜보았고, 매번 발광이 일어나는 것을 확인했다. 그는 그 빛이 나중에 쓰려고 둔 바륨-시안화백금산염 스크린이 있는 곳에서 온 것임을 발견했다. 그는 그것이 새로운 종류의 광선일 것이라고 추측했다. 11월 8일은 금요일이었고, 그는 주말동안 실험을 반복하고 논문을 작성할 수 있었다. 그 다음 주에 그는 실험실에서 먹고 자면서, 그 원인을 규명할 수 없다는 뜻에서 X선이라고 임시로 이름붙인 새로운 광선의 특징들을 연구하였다. 물체들은 어느 정도 차이를 보이지만 이 '새로운 광선'을 투과시킨다는 사실을 알아냈다. 또 엑스레이가 사진건판을 감광시키며, 반사하거나 굴절하지 않는다는 것, 자기장 속에서도 굽어지지 않는다는 것, 음극선이 유리벽이나 반대편 양극에 부딪칠 때 이 빛이 나온다는 것 등을 알아냈다.
비록 새로운 광선은 뢴트겐 광선(Röntgen Rays)이라고 불렸지만, 뢴트겐은 X선라는 용어를 선호했다. 그의 발견으로부터 2주쯤 후에, 그는 아내의 손을 X선으로 찍었다. 그녀는 자신의 뼈를 보고 ‘나의 죽음을 봤다’고 외쳤다.
뢴트겐은 바륨-시안화백금산염 스크린이 그의 탐구력을 잘못 표현했다고 생각해서 그의 다음 단계의 실험을 계획했고, 곧 발견을 이룰 수 있었다. 그는 광선을 막기 위한 여러 가지 물질들을 조사하였고, 작은 납 조각을 방전이 일어나는 곳에 두었다. 이렇게 했더니 그는 눈을 깜박이는 자신의 해골- 최초의 방사선 영상을 볼 수 있었다. 그는 만약 자신의 관찰이 실수에 의한 것이라면 전문가로서의 명성이 훼손될까 두려워 실험을 비밀리에 진행하였다.
뢴트겐의 논문 “새 종류의 광선에 대하여(On A New Kind Of Rays(Über eine neue Art von Strahlen))”는 50일 후인 1895년 12월 28일에 출판되었다. 1896년 1월 5일에, 오스트리아의 신문에 뢴트겐이 새로운 방사선을 발견한 것이 실렸다. 뢴트겐은 뷔르츠부르크 대학의 명예 의학박사학위를 받았다. 그는 1895년부터 1897년까지 X선에 대한 총 3편의 논문을 썼다. 현재 뢴트겐은 진단방사선학(diagnostic radiology)의 아버지로 불린다.
X선의 발견은 이것에 뒤이은 라듐의 발견과 함께 19세기 말의 2대 발견으로 불린다. 원자의 구조를 규명하는 중요한 돌파구가 되었으며, 그 후의 물리학의 발전에 중대한 기여를 했을 뿐만 아니라, 또 결정 구조 연구의 응용에도 그 위력을 발휘하고 있다. 그 외에 뢴트겐 전류, 탄성, 결정내의 열전도, 기체의 열선 흡수, 자기와 편광 등의 연구가 있다.

### 개인적인 삶
하지만, 뢴트겐은 1923년 2월 10일 악성 종양으로 사망했다. 그의 종양은 그의 전리 방사선(ionizing radiation)을 이용한 연구 때문이라고 생각되지는 않는데, 그 이유는 방사선 연구를 한 기간은 짧았고, 납 보호막을 계속 사용했기 때문이다.
뢴트겐은 사망할 즈음에 거의 파산상태였다.
뢴트겐은 1872년에 안나 베르타 루드비히(Anna Bertha Ludwig)와 결혼했고, 안나의 오빠의 딸 조세핀(Josephine Bertha Ludwig)을 1887년에 입양한 것 이외에 자녀는 없었다.
현재, 뒤셀도르프(Düsseldorf)에서 동쪽을 40킬로미터 떨어진 렘샤이트(레네프)에는 뢴트겐이 태어난 집과 도이치-뢴트겐 박물관( Deutsches Röntgen-Museum)이 있다.

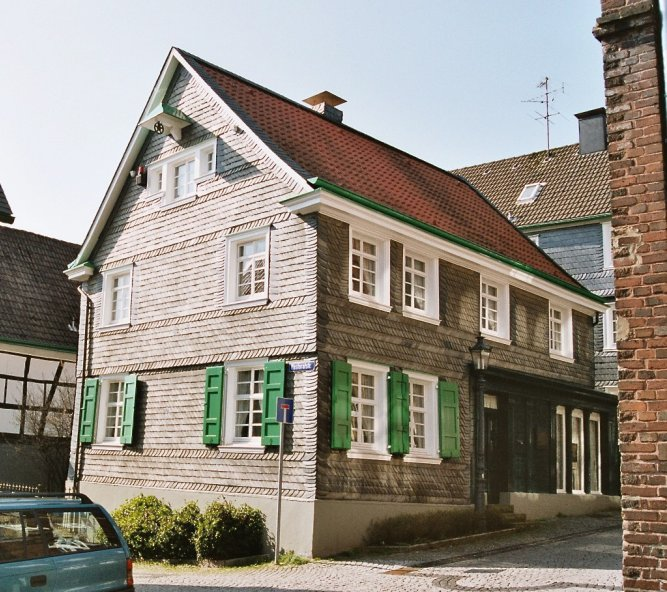
렘샤이트에 있는, 뢴트겐이 태어난 집
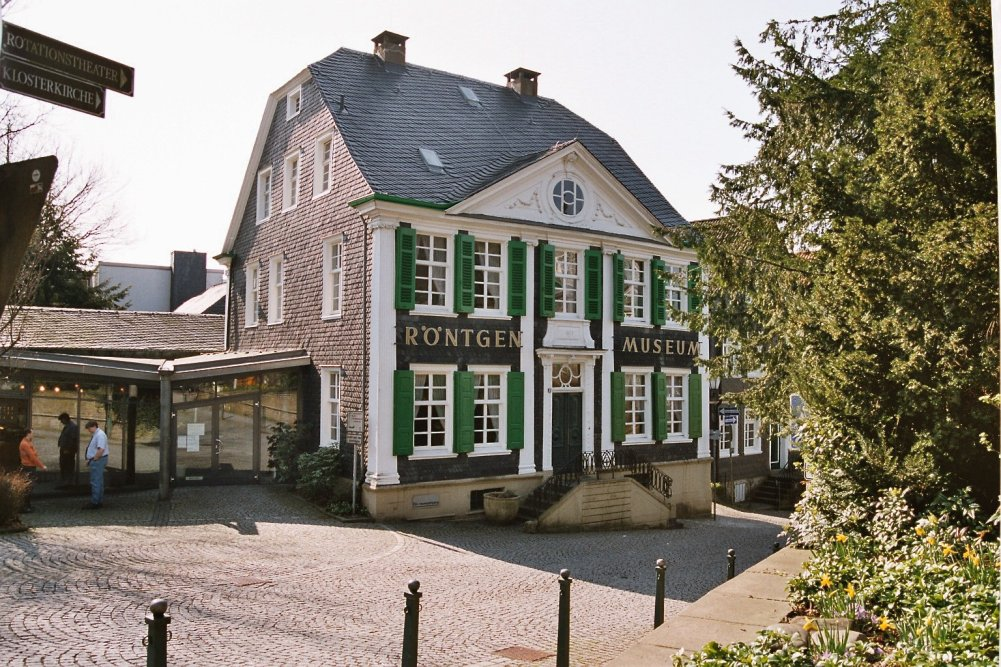
뢴트겐 박물관

## 수상경력
- 1896년 럼퍼드 메달 (Rumford Medal)
- 1896년 마테우치 메달 (Matteucci Medal)
- 1901년 최초의 노벨 물리학상 수상

뢴트겐은 상금을 그의 대학에 기부했다.
몇 년 후, 그는 피에르 퀴리(Pierre Curie)처럼 그의 발견에 대한 특허권을 받기를 거부했다. 심지어 그는 새로운 광선의 이름을 자신의 이름에서 따서 짓는 것 또한 원치 않았다.
- 2004년 111번째 원소(roentgenium (Rg))